# Kahk
Kahk, o Ka'ak al-Eid (en árabe: كحك o كعك العيد), es una pequeña galleta circular que comen los egipcios para celebrar Eid al-Fitr y la Pascua.La historia de la preparación de Kahk se origina en el Antiguo Egipto, ya que los egipcios eran los pioneros en prepararla. Está cubierto de azúcar en polvo y se puede rellenar con ‘agameya (en árabe: عجمية, una mezcla de miel, nueces y ghee), lokum, nueces, pistachos o dátiles, o simplemente se sirve plano. Se cree que los kahk llenos de fecha son el origen de ma'amoul, una galleta Eid similar que se come en el Levante.

## Cultura
Kahk es una parte importante de la cultura egipcia. Además de su papel en Eid y Easter, cuando a menudo se sirve a los invitados, también se come como parte de un banquete de bodas y ocasionalmente se sirve en otras fiestas festivas, como Navidad y Mawlid. Hornear kahk es una actividad tradicional y social en la región: mujeres de un pueblo o vecindario, cristianos y musulmanes por igual, se reúnen para hornear kahk, chatear e intercambiar historias y recetas. A veces, los egipcios preparan su kahk en casa antes de llevarlo a una panadería comunitaria o comercial para hornearlo y enfriarlo. Las familias suelen intercambiar kahk como regalos, y las competiciones informales amistosas sobre qué kahk es mejor son comunes. Los diseños estampados en kahk pueden ser elaborados y son un motivo de orgullo para las familias egipcias. Los moldes Kahk, generalmente hechos de madera o cerámica, a menudo se transmiten de generación en generación. Mientras que las panaderías siempre han vendido kahk premade, la compra de kahk en una panadería ha aumentado en popularidad en el Egipto urbano en los últimos años. Sin embargo, el kahk comprado en la tienda es relativamente caro, alcanzando 70 guineas ($ 12.69) por kilo en 2009, por lo que muchos egipcios, especialmente los de las áreas rurales, aún hacen sus propios productos.

## Etimología
La palabra árabe y castellano kahk es una modificación del lenguaje copto de la palabra árabe ka'ak (كعك), que significa torta.

## Historia

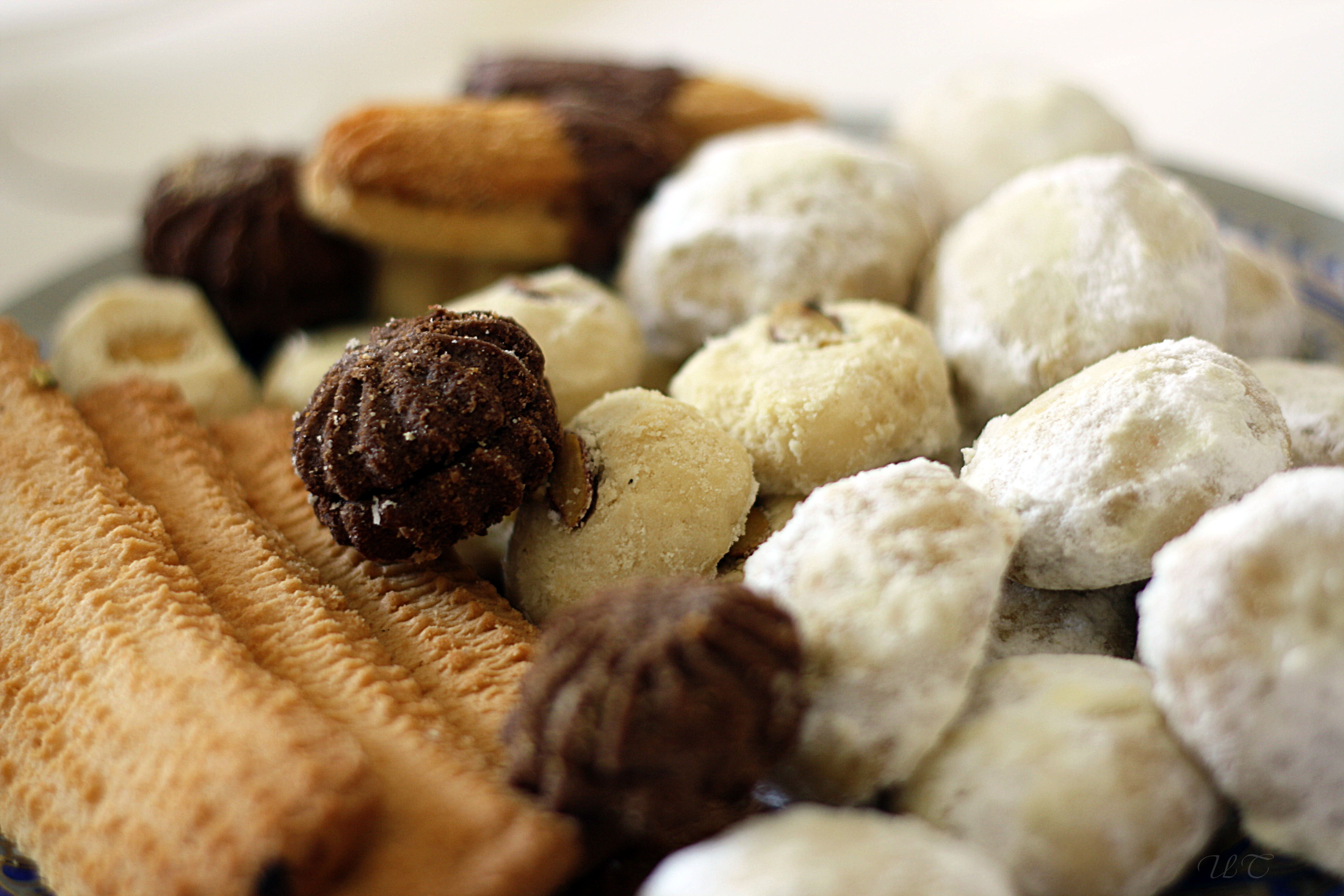
Kahk surtido para Eid

Se cree que Kahk se remonta al antiguo Egipto: se han encontrado tallados que representan a personas que hacen kahk en las ruinas de los templos de Memphis y Tebas y en tumbas de la dinastía XVIII de 3500 años. También se encontró una receta para kahk en la Gran Pirámide de Khufu en Giza. Los antiguos kahk se hicieron en una variedad de formas geométricas (se encontraron más de 100 diseños) y se estamparon con una imagen del disco solar, un símbolo del dios sol Ra. Los antiguos egipcios también hacían kahk del tamaño de un pastel, llamado shurik, antes de visitar las tumbas de sus antepasados. Se creía que estos shurik funcionaban como amuletos mágicos. Kahk siguió siendo popular a medida que Egipto se convertía de la religión tradicional al cristianismo, se servía en la Pascua y ocasionalmente se usaba como pan sacramental en el ritual de la Eucaristía cristiana, aunque con el disco solar reemplazado con una cruz cristiana.
La historia islámica de Kahk comenzó con la dinastía Tulunidense, cuyos panaderos hicieron moldes kahk impresos con las palabras kol wishukr ("come y da las gracias"), aunque kahk se destacó bajo la dinastía Ikhshidid del siglo X, quienes fueron los primeros en incluirla. La fiesta del Eid al-Fitr. Se sabía que un ministro de Ikhshidid, Abu Bakr Mohammed bin Ali al-Madrani, ocultaba dinares de oro en algunos kahk que se distribuían a la gente, una práctica que ingresó en el folclore local y fue emulada por gobernantes egipcios posteriores. Por ejemplo, el califa fatimí gastó 20,000 dinares horneando y distribuyendo kahk con oro para Eid en 1124 CE / 518 AH, una operación de tal complejidad que tuvo que iniciarse en Rajab, el mes anterior al Ramadán, y requirió la creación de un Departamento especial de gobierno, el Diwan al-Fitr. Del mismo modo, el califa Al-Aziz construyó una mesa de 1350 metros de largo apilada con 60 tipos diferentes de kahk y ghorabiye, algunos de los cuales contenían monedas de oro. La distribución de kahk era un medio importante y efectivo para aumentar el apoyo público al gobierno de Fatamid, tanto como un medio para apaciguar al público, como a la "pan y circos", y como una forma de propaganda, ya que kahk estaba sellado con mensajes que pedían Lealtad al estado o dirigentes específicos. Los arqueólogos han encontrado moldes kahk de la época de los fatimitas inscritos con mensajes como "come y agradece a tu gobernante" ("كل وأشكر مولاك") y "gracias a Hafeza" ("تسلم ايديكي يا حافظة"), siendo Hafeza un funcionario responsable de la fabricación de materiales . El último mensaje es también un ejemplo temprano de marca. 
Cuando la dinastía ayyubí reemplazó a los fatimíes chiitas de Ismailismo en 1174, el ad-Din ayyubí Sultán Saladino intentó erradicar las costumbres fatimitas, incluso comerse kahk con Eid. A pesar de su gran influencia en la cultura y la política egipcia, no logró deshacerse de kahk, lo que demuestra la importancia del postre para los egipcios. La distribución estatal de kahk fue revivida bajo el gobierno de Mameluk. Los sultanes mamelucos distribuyeron kahk para Eid y Easter, especialmente a grupos socioeconómicamente marginados como los sufíes, los estudiantes y los pobres, aunque no hay evidencia de que hayan escondido monedas de oro en su kahk. Al igual que los fatimíes anteriores a ellos, los mamelucos distribuyeron kahk para pacificar a la población y desarrollar apoyo para su gobierno.  La distribución de kahk a los pobres y desfavorecidos se continuó bajo el dominio otomano. Durante los siglos XIV y XV, los fideicomisos caritativos (Waqf) se asociaron en gran medida con la cocción y distribución de kahk. 
Durante el período islámico, la cruz cristiana en kahk fue reemplazada por dichos, diseños geométricos (incluidas las imágenes originales del disco solar) o representaciones estilizadas de follaje. Varios ejemplos de moldes kahk de la época fatimí se exhiben en el Museo de arte islámico de El Cairo como ejemplos importantes de arte islámico y caligrafía árabe.